# Portage (Kanu)

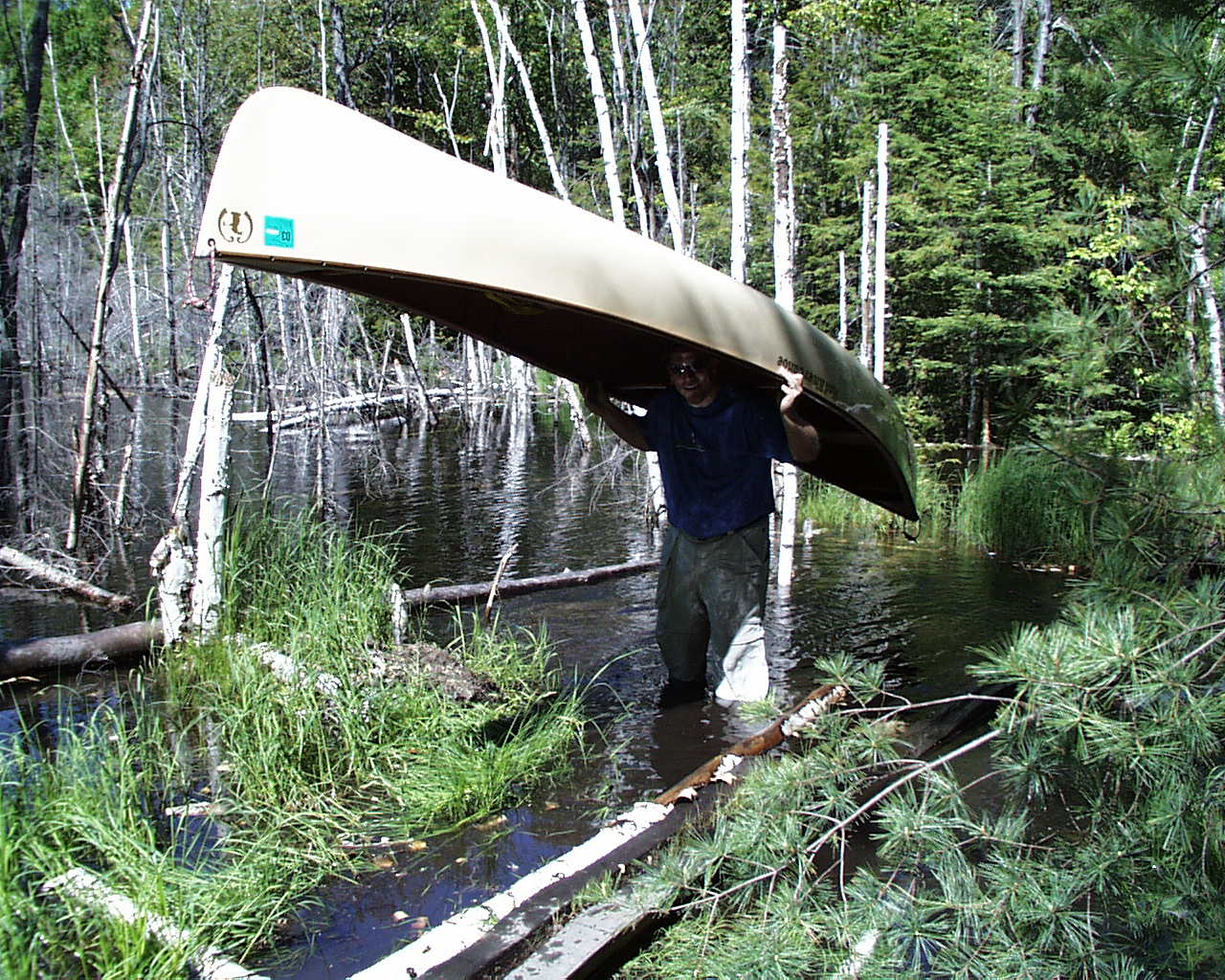
Portage eines Kanus in unwegsamem Gelände

Mit Portage, auch Schleppstelle oder Umtragung wird eine Stelle bezeichnet, an der Kanus oder andere Boote über Land transportiert werden, um ein Hindernis auf dem Wasserweg zu umgehen. Solche Hindernisse können zum Beispiel Stromschnellen, Wasserfälle, Untiefen oder umgestürzte Bäume sein. Auch zwischen zwei (meist nahe aneinander vorbeiführenden) Wasserwegen gibt es Portagen. Auf Wasserwegen, die wirtschaftlich genutzt werden, sind die meisten dieser Portagen durch Kanäle mit Schleusen ersetzt worden.
Außer dem Ort wird auch die Handlung bzw. Durchführung des Transports als Portage bezeichnet.

## Kennzeichen einer Portage
Die Portage erfordert im Allgemeinen das Entladen der Wasserfahrzeuge und den Transport aller Güter sowie der Boote über Land. Dabei muss die Wegstrecke oft viele Male zurückgelegt werden, da nicht alle Güter, die ein Boot fasst, auf einmal getragen werden können.
Bei Fahrten in der Gruppe und kurzen Portagen mit einer guten Begehbarkeit kann auf ein Entladen des Kanus verzichtet werden. Das Kanu wird dann von mehreren (vier oder sechs) Personen gemeinsam getragen. Teilweise werden bei gut ausgebauten Portagen auch beladene Kanus auf Bootswagen geschnallt. Meist reicht die Tragfähigkeit der Bootswagen nur für leere Kanus, bei einer Überbelastung mit beladenen Booten steigt die Beschädigungsgefahr übermäßig an.
Viele Portagen haben nur eine Länge von einigen hundert Metern, gelegentlich sind es jedoch etliche Kilometer, da manche Hindernisse weiträumig umgangen werden müssen, bis sich wieder eine günstige Einsetzstelle bietet. Je nach Geländeprofil und Zustand des Weges kann aber auch das Überwinden einer Portage mit kurzer Wegstrecke viele Stunden erfordern.

## Geschichte

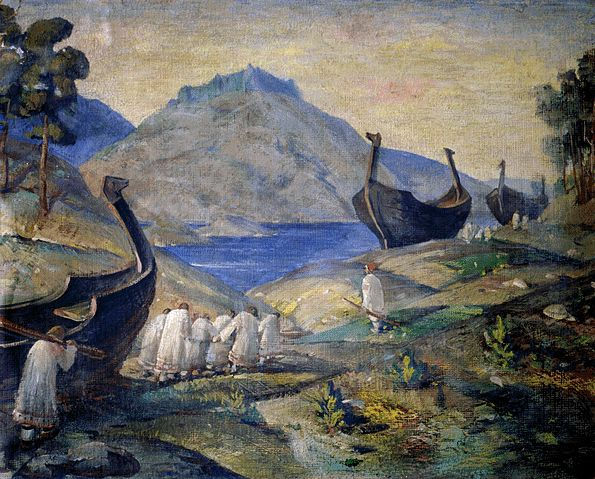
Romantisierende Darstellung einer Schleppstelle im frühmittelalterlichen Russland. Gemälde von Nicolas Roerich, 1915.

Für die Entwicklung Osteuropas hatten Portagen, dort meist Schleppstellen (russ. Pl. wóloki) genannt, außerordentliche Bedeutung, da die zahlreichen und sehr wasserreichen Flusssysteme dort meist nur von niedrigen Höhenrücken getrennt sind. Über diesen „Weg von den Warägern zu den Griechen“ gelangten ab dem 9. Jh. skandinavische Kaufleute und Söldner ins Byzantinische Reich; an ihm entwickelte sich die Kiewer Rus.  Hier wurden nicht nur Boote für wenige Personen (wie Kanus), sondern die großen, aber relativ leichten Langschiffe der Wikinger über Landrücken gezogen. Die Schleppstellen des Wolchow oder des unteren Dnjepr stellten neuralgische Punkte für den Fernhandel dar. Daher erklärt sich die frühe historische Bedeutung von Städten wie Smolensk, wo der Hauptlauf des Dnjepr sehr nah an die Wasserscheide der zur Ostsee fließenden Düna tritt.
Etwa 5.000 km Wasserwege ermöglichten es den Trappern in Nordamerika, ihre Waren an weit entfernte Orte zu bringen. Zu den ältesten Portagen zählt die Kaltag Portage. Seit etwa 1722 benutzten zunächst französische Entdecker und Missionare die Grand Portage in Minnesota. Um 1784 wurde die Grand Portage vor allem genutzt, um die Felle der North West Company zu transportieren. Dazu wurden sogenannte Voyageure angeheuert, die sich in der Wildnis und mit den Kanus auskannten. In leichten Stromschnellen wurden Portagen mithilfe von Canoe Poling vermieden.
Die Yukon-Kuskokwim Portage wurde vor allem im 19. Jahrhundert genutzt.
Häufig entstanden an Portagen dauernd bewohnte Siedlungen, die man am Namen erkennt. Entsprechende Beispiele sind in der Begriffsklärung für Portage zu finden.

## Portagen im Kanumarathon
Das Umtragen von Hindernissen wird im Kanumarathon als Bestandteil des Wettkampfs noch heute nachgestellt, obwohl die meisten Wettkampfstrecken als Rundkurs mit mehreren Runden ausgelegt sind und in der Regel keine natürlichen Hindernisse mehr enthalten. In der Anfangszeit der Sportart, bis in die 1980er Jahre hinein, war es hingegen üblich, die gesamte Wegstrecke an einem Stück zu absolvieren, was auf den meisten Gewässern nicht ohne das Überwinden von Wehren, Schleusen oder anderen Hindernissen möglich war. Auch als man dazu überging, Marathonrennen meistens auf Rundkursen zu absolvieren, wurden die Portagen beibehalten. Die Gründe dafür waren einerseits, dass der Wechsel vom Boot an Land und wieder zurück ins Boot den Zuschauern spannende Positionskämpfe bietet und dass andererseits dieser Wechsel eine allzu einseitige Belastung der Sportler verhindert.